# 98 Degrees
 (décembre 2017).
Si vous disposez d'ouvrages ou d'articles de référence ou si vous connaissez des sites web de qualité traitant du thème abordé ici, merci de compléter l'article en donnant les références utiles à sa vérifiabilité et en les liant à la section « Notes et références ».
98 Degrees (ou 98°) est un groupe américain de pop composé de quatre chanteurs : les frères Nick et Drew Lachey, Justin Jeffre et Jeff Timmons.
Le groupe a été formé par Timmons à Los Angeles, bien que tous les membres du groupe proviennent de l'Ohio.

## Histoire
Contrairement à la plupart des groupes masculins, ils se sont formés indépendamment et ont ensuite été enregistrés par une maison de disques, au lieu d'être assemblés par une étiquette ou un producteur. Ils se sont vendus à plus de 10 millions d'exemplaires dans le monde et ont atteint les huit premiers 40 singles aux États-Unis.
Le groupe s'est réuni pour une performance unique au Mixtape Festival à Hershey, PA en août 2012. Après la performance, la réunion s'est étendue à un nouvel album et une place sur The Package en 2013.

## Discographie

### Albums studio
| 98 Degrees                                                                    | - Date de sortie: 29 juillet 1997 - Label: Motown - Format: CD, cassette                     | 145 | —  | —  | —  | —  | - RIAA: Gold - MC: 3× Platinum     |
| 98 Degrees and Rising                                                         | - Date de sortie: 20 octobre 1998 - Label: Motown - Format: CD, cassette                     | 14  | 27 | 24 | —  | 33 | - RIAA: 4× Platinum                |
| This Christmas                                                                | - Date de sortie: 19 octobre 1999 - Label: Universal - Format: CD, cassette                  | 27  | —  | —  | —  | —  | - RIAA: Platinum                   |
| Revelation                                                                    | - Date de sortie: 26 septembre 2000 - Label: Universal - Formats: CD, cassette               | 2   | 40 | 2  | 26 | —  | - RIAA: 2× Platinum - MC: Platinum |
| 2.0                                                                           | - Date de sortie: 7 mai 2013 - Label: eOne - Format: CD, téléchargement numérique            | 65  | —  | —  | —  | —  |                                    |
| Let It Snow                                                                   | - Date de sortie: 13 octobre 2017 - Label: Universal - Formats: CD, téléchargement numérique | —   | —  | —  | —  | —  |                                    |
| "—": représente un titre non graphique ou n'est pas publié sur ce territoire. |                                                                                              |     |    |    |    |    |                                    |

### Compilations
| Année | Titre          | Positions de graphique | Positions de graphique | Positions de graphique | Positions de graphique | Positions de graphique | Notes               |
| Année | Titre          | DE                     | AT                     | CH                     | UK                     | US                     | Notes               |
| ----- | -------------- | ---------------------- | ---------------------- | ---------------------- | ---------------------- | ---------------------- | ------------------- |
| 2002  | The Collection | —                      | —                      | —                      | —                      | 153                    | Sortie : 7 mai 2002 |

### Singles
| Année | Titre Album                                   | Positions de graphique | Positions de graphique | Positions de graphique | Positions de graphique | Positions de graphique | Notes                                              |
| Année | Titre Album                                   | DE                     | AT                     | CH                     | UK                     | US                     | Notes                                              |
| ----- | --------------------------------------------- | ---------------------- | ---------------------- | ---------------------- | ---------------------- | ---------------------- | -------------------------------------------------- |
| 1997  | Invisible Man 98°                             | —                      | —                      | —                      | 66                     | 12                     | Sortie : 24 juin 1997                              |
| 1998  | Because of You 98° and Rising                 | 99                     | —                      | —                      | 36                     | 3                      | Sortie : 22 septembre 1998                         |
| 1998  | True to Your Heart 98° and Rising             | 52                     | —                      | 25                     | 51                     | —                      | Sortie : Octobre 1998 (feat. Stevie Wonder)        |
| 1999  | The Hardest Thing 98° and Rising              | —                      | —                      | —                      | 29                     | 5                      | Sortie : 8 juin 1999                               |
| 1999  | I Do (Cherish You) 98° and Rising             | —                      | —                      | —                      | —                      | 13                     | Sortie : 24 juillet 1999                           |
| 1999  | This Gift This Christmas                      | —                      | —                      | —                      | —                      | 49                     | Sortie : Décembre 1999                             |
| 2000  | Thank God I Found You The Collection/Rainbow  | 28                     | —                      | 17                     | 10                     | 1                      | Sortie : 25 janvier 2000 (avec Mariah Carey & Joe) |
| 2000  | Give Me Just One Night (Una Noche) Revelation | —                      | —                      | 58                     | 61                     | 2                      | Sortie : 24 juillet 2000                           |
| 2000  | My Everything Revelation                      | —                      | —                      | —                      | —                      | 34                     | Sortie : 6 novembre 2000                           |